# 膽振國
膽振國（日语：〔〕／ Iburinokuni */?），是日本明治時代所劃分的地方令制國，隸屬於當時北海道的廣域內。轄區包含現在北海道轄下膽振綜合振興局全域、渡島綜合振興局的長萬部町和八雲町（不包含原熊石町區域）、後志綜合振興局的虻田郡、石狩振興局的千歲市和惠庭市、上川支廳的占冠村。

## 歷史
- 1869年8月15日：北海道設置11國86郡，膽振國成立；下設山越郡、虻田郡、有珠郡、室蘭郡、幌別郡、白老郡、勇拂郡、千歲郡。[1]
- 1872年：進行人口調查，統計人口為6,251人。

## 相關項目
- 日本令制國列表